# FLY (GRAPEVINEの曲)
「FLY」（フライ）は、GRAPEVINEの19枚目のシングルである。2006年9月20日発売。

## 解説
- 前作から約1年振りのリリース。シングルでの新曲は「その未来/アダバナ」以来2作振りとなる。
- この年はバンドのメジャーデビュー以降初めてアルバムのリリースが無かったため、バンドが2006年に出した唯一の音源である。
- 本作より、『déraciné』の一部楽曲でプロデュースを行った長田進がバンドの全曲のプロデュースに関わっており、2011年の『真昼のストレンジランド』まで続くことになる。

## 収録曲
1. FLY（作詞：田中和将/作曲：GRAPEVINE）
バンドセッションで作られた初の楽曲。
PVにはファッションモデルの伽奈と声優の内山昂輝が出演している。
2. エピゴーネン（作詞：田中和将/作曲：亀井亨）
3. 大脳機能日（作詞：田中和将/作曲：亀井亨）